# Повернемося восени
«Повернемося восени» (рос. «Вернёмся осенью») — радянський художній фільм кінорежисера  Олексія Симонова, знятий у 1979 році на кіностудії «Ленфільм» за сценарієм  Вадима Труніна.

## Сюжет
В армію на резервні тримісячні збори набирають велику групу чоловіків. Волею долі резервісти Привалов, Стеценко, Кузьмін, Вязов і Богуславський зустрічаються у військкоматі. Всім їм за сорок років, у всіх них різні погляди на життя, у них різні професії і різне суспільне становище. Після комісії військкомату вони потрапляють в роту капітана Бабінова, де вони повинні бути водіями військових машин. На першому ж зібранні капітан Бабінов нагадує їм, що в армії не треба думати, а треба виконувати накази. А так же пропонує на час проходження зборів забути цивільне життя і знову звикнути до армійських буднів. Перепідготовка вимагає від резервістів суворої дисципліни, дотримання встановленого розпорядку і освоєння нових знань.
Через деякий час роту піднімають по навчальній тривозі і направляють в тайгу марш-кидком. Капітан Бабінов отримує від командування радіограму, в якій повідомляється, що недалеко від місця навчань виникла лісова пожежа і вогонь підібрався до робітничого селища Тамтор. Поруч із селищем на озері знаходяться діти. Вогняне кільце не дозволяє вивезти дітей в безпечне місце. Капітан Бабінов віддає наказ командиру взводу лейтенанту Головіну спрямованим вибухом розірвати вогняне кільце і вивезти дітей з небезпечної зони. Взводу Головіна надаються дві бортові машини, бензовоз і група водіїв — Вязов, Привалов, Стеценко, Кузьмін і Богуславський. По дорозі вони підбирають лікаря Надю, яка направляється на машині в селище Тамтор, але її водій відмовився їхати через палаючий ліс.
Долаючи небезпеки, група лейтенанта Головіна вивозить дітей з палаючого лісу. Все закінчується вдало. Щасливі резервісти прощаються з лікарем Надею. Кузьмін пропонує їй руку і серце. Стає ясно, що Наді він теж не байдужий. Герої фільму повертаються до свого колишнього цивільного життя.

## У ролях
- Георгій Дрозд —  Привалов
- Олег Корчиков —  Стеценко
- Ігор Васильєв —  Кузьмін
- Валентин Голубенко —  Вязов
- Михайло Данилов —  Богуславський
- Геннадій Єгоров —  капітан Бабінов
- Ірина Мірошниченко —  Надійка
- Ігор Молодчинін —  лейтенант Головін
- Юрій Соловйов —  воєнком
- Олексій Кожевников —  Макс
- Олександр Ліпов —  майор-супроводжуючий
- Любов Тищенко —  Вязова
- Еммануїл Левін —  призовник
- Світлана Акімова —  Оля Привалова
- Валентина Пугачова —  Анна Борисівна
- Ольга Волкова —  Зіна

## Знімальна група
- Автор сценарію:  Вадим Трунін
- Режисер-постановник:  Олексій Симонов
- Оператор-постановник:  Лев Колганов
- Композитор:  Олександр Журбін
- Художник-постановник:  Михайло Герасимов